# النسر الذهبي (أنمي)
النسر الذهبي هو عبارة عن مسلسل أنيمي من 26 حلقة أنشأتها تاتسويا أونو وسوميو تاكاهاشي وبث في اليابان من 1975/10/06 إلى 1976/03/29. ومنذ ذلك الحين ثم ترجمتها وبثها في عدة لغات في جميع أنحاء العالم. وقصة تبدا مع صبي صغير ببيرو الذي يبحث عن والده الذي ذهب في عداد المفقودين في المدينة الذهبية الأسطورية إلدورادو.

## القصة
هذه الحكاية بطلها ببيرو وهو فتى في العاشرة من العمر كان يبحث عن الألدرادو لأنه حسب معلوماته كان والده هناك، كارلوس الرجل الذي بسببه بدأت القصة، كانت قريته تعاني من الفقر وقلة الموارد الغذائية فقرر السفر إلى مدينة الإلدورادو ليس بحثاً عن الذهب لكن لأنه سمع بخرافة تقول «أن هناك شئ في الإلدورادو يجعل الهنود الفقراء سعداء» وهو النسر الذهبي، فانطلق مسافراً وكان رمزاً للخير ومساعدة الآخرين فكانت كل بقعة مر بها يترك فيها أثراً طيباً يذكره الآخرون من بعده ويخبرون به ابنه «ببيرو»
الذي هو فتى كان يعيش في قرية فقيرة بين قرى جبال الانديز في ظل والديه وإخوته الصغار لكن بسبب ظروف المعيشة الصعبة ولانه كان الفتى الوحيد في قريته فكان يعيش وحيداً وكان لتلك الوحدة أثراً قوياً على شخصيته وأخلاقيته، فكان أنانياً عنيداً كتوماً لا يحب ان يتدخل أحد في اموره، لكن تلك تغيرت تدريجياً بسبب التجارب خلال رحلته إلى مدينة الإلدورادو، خاصة يوم وصل ببيرو ورفاقه إلى قرية استكو.
وعندما علم استكو برغبة ببيرو للسفر حاول اقناعه بعدم الذهاب وكانت محاولات الإقناع بسبب غيرته الشديدة من ببيرو الذي في طريقه إلى رحلة عجيبة كل شاب يتمنى لو انه مكانه طبعا ببيرو شعر بذلك وطلب من والدي استكو السماح له بالسفر معه وكان له ذلك وانضم استكو إلى ببيرو والاخرين لتلك التجربة العجيبة. كما انضم إليهم العديد من الاشخاص من بينهم:

## الشخصيات
أستيكو: ذلك الفتى المتحمس كثيرا والذي يرجع إلى أهله لاحقا محملاً بالذهب من مدينة إل دورادو.
كانا: الفتاة التي فقدت ذاكرتها ووجدها العم «شيكا» عند ضفة النهر، فتاة لا تعرف من أين هي ولا تعرف شيء عن ماضيها كل ما تعرفه أنها كانت ترى النسر الذهبي.
شوشو: الذي فقد والده ووالدته ورحل مع السيرك بحثاً عن أخته التي كانت تتجول لبيع العقاقير ومساعدة الناس، وفانضم إلى ببيرو حتى وجد اخته
شيرة والحمار: الارنب المرح رفيق الدرب إلى آخر الرحلة وكذلك الحمار الحنون.
جوبيتر: الفرس الأبيض البري الذي كان يرفض ان يكون تحت حكم أحد لكن بعد حادثة تكونت علاقة حميمة بين ببيرو وجوبيتر وأصبح رفيق الصعاب في الرحلة.

## الأغنية العربية
يا ببيرو يا خير البنين
في وفائك صادق أمين
راسخ شامخ عالي الجبين
تريد خير الناس أجمعين
صالح ناجح... ببيرو
نسرك الذهبي في الأعالي
حصانك الأبيض في الجو يطير
ببيرو.. ببيرو... سفرك طويل
فعليك بالصبر الجميل
عاهدت أن تساعد المظلوم
هيا انطلق وبدد الغيوم
أنطلق... هيا انطلق
ببيرو... ببيرو

## وصلات خارجية
- النسر الذهبي على موقع IMDb (الإنجليزية)
- النسر الذهبي على موقع كينوبويسك (الروسية)
- النسر الذهبي على موقع قاعدة بيانات الفيلم (الإنجليزية)
- النسر الذهبي على موقع ANN anime (الإنجليزية)

 (بالإنجليزية)